# Дубравін Андрій Варламович
Андрі́й Варла́мович Дубра́він (нар. 30 листопада 1874, Вінниця — пом. 7 січня 1954, Томаківка, Дніпропетровської області) — український актор і театральний діяч, антрепренер, художник, режисер, педагог, театральний критик.

## Життєпис
Театральну кар'єру розпочав 1885 року.
1891—1894 — актор літнього театру, що діяв у саду Ц. І. Куриловича у Вінниці, мандрував із капелою Л. Т. Лучицького Північною Бессарабією.
1894—1897 — актор у російсько-українських трупах П. Боброва-Бондаренка, В. Грицая, Х. Свєтлова, А. Долинова, М. Кропивницького та ін.
1897—1903 — режисер російсько-української трупи Ю. Сагайдачного.
1903 року заснував Товариство російсько-українських акторів, гастролював південною Україною, організовував літні театри.
Писав критичні статті для журналу «Театр и Искусство», в яких захищав український театр від втручань поліції й цензури, а малі театри від непосильних податків.
Був постановником вистав і концертів на користь Червоного Хреста.
1921—1939 (з перервами) — режисер театральних труп у м. Нікополь.
1921—1923 років був режисером і декоратором в нікопольському Народному домі, викладав у драмстудії при відділі Народної освіти акторську майстерність.
12 жовтня 1921 року в Нікополі відзначили 35-річний ювілей театральної діяльності Дубравіна. Місцеві чоповці вручили Дубравіну конфіскований у «багатія» золотий годинник, але Андрій Варламович відразу ж передав його в допомогу людям, які страждали від голоду, що мав міце 1921—1923 років.
1924—1928 — працює в Миколаєві.
1928—1932 — режисер нікопольської міської театральної студії.
1932—1939 — режисер у клубі ім. Лепсе в Нікополі.
Від 1939 року — працює в Запоріжжі.
1944—1950 — режисер і актор Томаківського будинку культури Дніпропетровської області.

## Постановки
- «Назар Стодоля» Т. Шевченка
- «Безталанна» І. Карпенка-Карого

## Ролі
- Назар Стодоля (однойм. п'єса Т. Шевченка)
- Стецько («Сватання на Гончарівці» Г. Квітки-Основ'яненка)
- Петро («Наталка Полтавка» І. Котляревського)
- Іван Непокритий («Дай серцю волю, заведе в неволю» М. Кропивницького)
- Омелько («Мартин Боруля» І. Карпенка-Карого)
- Аркашка («Ліс» О. Островського)
- Держиморда («Ревізор» М. Гоголя)